# 주시자
주시자(영어: Watcher 와처[*])는 마블 코믹스의 외계 종족이다. 우주의 모든 사건을 지켜보는 존재들로, 만화 안에서는 우아투(Uatu)가 가장 자주 등장한다.